# 豐田Mirai
豐田Mirai（取自原日文「／ Mirai」），是一款氫氣燃料電池汽車，也是全球首部商業販售的氫氣燃料電池汽車。Mirai車款在2014年11月洛杉磯國際車展中亮相，豐田汽車預計在2015年生產700輛以供應全球銷售。
在美國環境保護政策下，這輛2016年度車款Mirai在燃料全滿的情況下可以跑502公里（312英哩），城市/高速公路綜合燃料經濟評價獲得67mpg-US（3.5L/100km; 80mpg-imp），讓Mirai被EPA評為最具燃料效率的氫氣燃料電池車。
該車款於2014年12月15日開始在日本銷售，售價670万日元（約合57,400美元）。日本政府計劃以每台輔貼200万日元（约合19,600美元）的方式支持量產的燃料電池車。美國上市時間預計為2015年8月，尚未扣除政府獎勵下每台售價57,500美元。一開始只打算在加州販賣。歐洲市場預計2015年9月上市，一開始只在英國、德國、丹麥等地销售，其他國家要等到2017年。德國定價為未稅6万欧元，含稅則為78,540欧元。

## 歷史

### FCV概念車
Mirai源於豐田FCV（取自Fuel Cell Vehicle英文縮寫，譯為「燃料電池車」）概念車，FCV於2013年東京車展中首度亮相，其水滴狀外型亮藍色房車概念，藉以彰顯「水是從氫氣動力汽車排氣管所排放的唯一物質」。FCV的大型進氣格柵和其他開口，有利於導入冷空氣和氧氣，供燃料電池使用。豐田汽車表示這款FCV概念車外觀很接近市場預期的量產化版本，FCV車體尺寸和豐田Camry車款相似。參照日本JC08模式測試，FCV的汽車燃油經濟性總里程可達約700公里（430英里）。

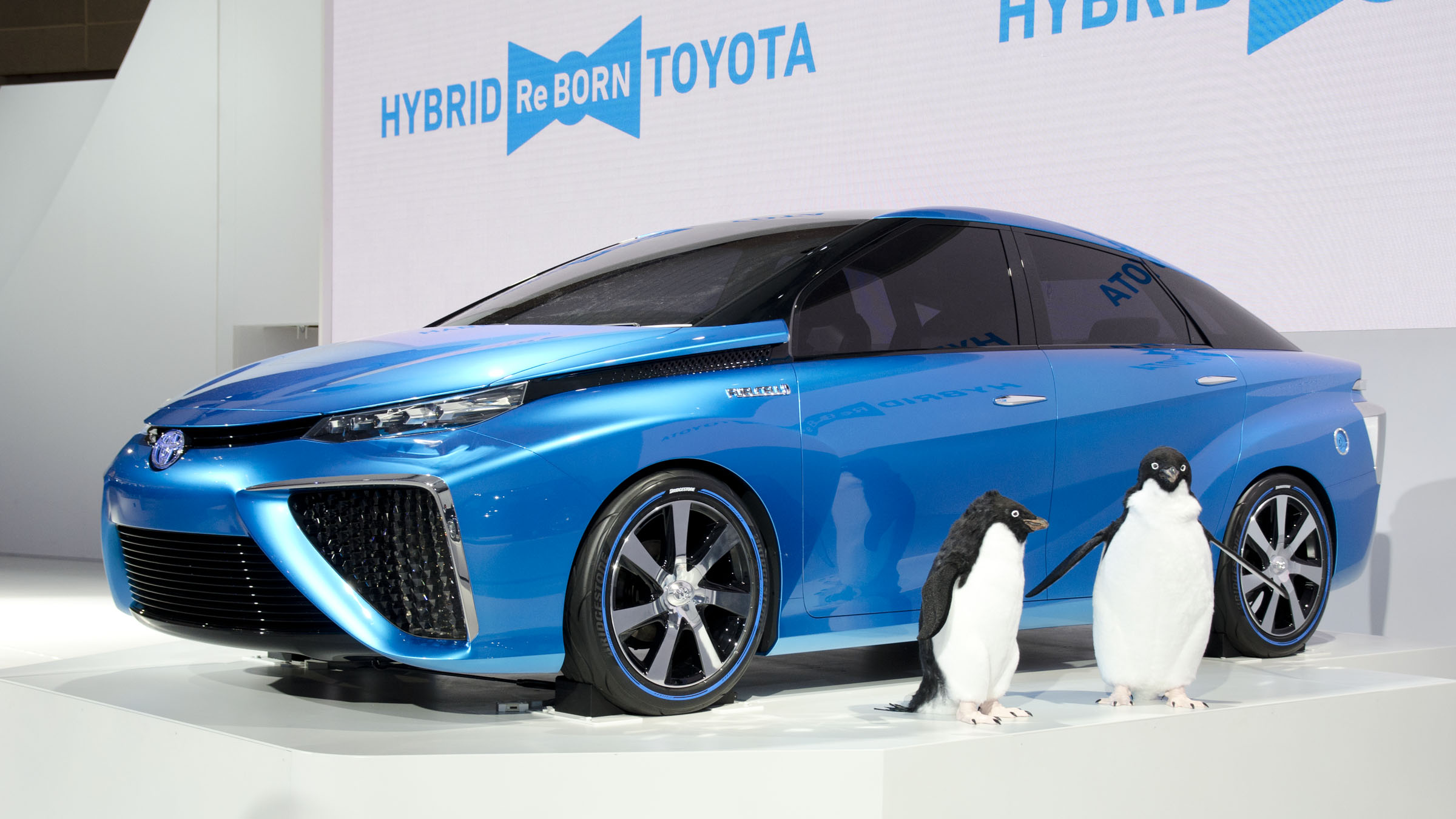
豐田FCV概念車

豐田汽車表示FCV另一特點為擁有 3.0 kW/L 輸出動力密度的燃料電池系統，比前一代燃料電池概念車FCHV-adv可輸出100 kW動力，提升了二倍之多，儘管FCV已將各部品單元明顯小型化。FCV採用豐田汽車專利的小型輕量化燃料電池堆疊技術以及配置於設計車體下方的70MPa高壓氫氣箱。豐田FCV概念車可容納四名乘員，2015年全面量產上市時，預期其燃料電池系統成本將比2008年豐田FCHV-adv概念車低達95%。
FCV概念車也採用豐田汽車的油電複合動力技術，包括：電動馬達、動力控制單元、和其他來自複合動力汽車的零組件，以改善可靠度，以及成本最小化。複合動力技術亦被採用於燃料電池協同運作。低速時(例如駕駛於市區內)，FCV如同電動汽車以儲存於車身電池之電能運轉，該電池利用煞車制動再生充電；高速時氫氣燃料電池則獨自驅動電動馬達。當需求更多動力時(例如：突然加速期間)，電池支援燃料電池系統協同運作，以供應充足動力。
2014年6月豐田汽車展示一輛外觀設計接近量產車的FCV車款，並宣布日本定價細目，訂於2015年4月於日本國內發表上市，僅限於氫氣加氣基礎設施已開發完成區域。

### 時間線
- 1992年：豐田汽車啟動FCV技術開發[15]。

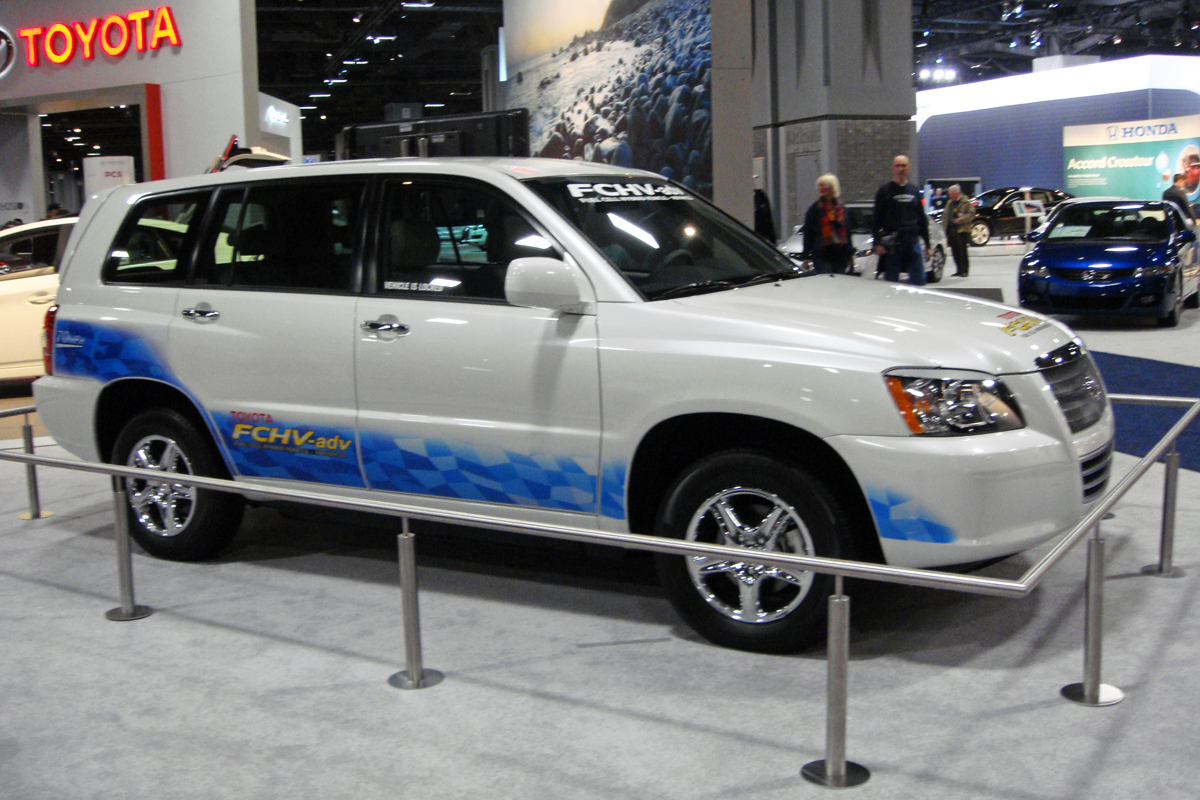
2010年豐田FCHV-adv運動型多用途車（SUV）

- 1996年：一輛配置金屬氫化物氫氣箱之FCV-EVS13車款參與大阪市遊行活動[15]。
- 2001年：在東京汽展中，豐田汽車展示FCHV-4概念車、FCHV-5概念車、和大發MOVE FCV-K-II燃料電池汽車[19]。
- 2002年：以Highlander為基底之FCHV車款於美日限量販售，燃料電池堆疊輸出功率可達90 kW，巡航範圍可達300 km（185 miles），二輛FCHV送交美國加州大學歐文和戴維斯校園，另四輛則送交日本政府部門[20]。
- 2003年：豐田汽車和大發汽車連袂展開燃料電池輕型車MOVE FCV-K-II之路試[21]。
- 2005年：FCHV在日本取得車型認證[15]。
- 2008年：歷經10~15次測試週期，FCHV-adv將巡航範圍進一步推升至830 km（515 miles），並且擁有更優越的冷啟動性能[15]。
- 2009年：美國政府調降開發氫氣燃料電池汽車資金[22][23]。
- 2010年：豐田/日野FCHV巴士服務往返東京國際機場和市中心區間之日常商務路線[24][25]。
- 2011年：產品規劃組副總小木曾聰聲稱所有技術問題都已迎刃而解，他說：「橫亙於燃料電池車之前的真正問題，只剩大量生產的成本」[26]。
- 2011年：在東京汽展中，豐田汽車展示一輛命名為FCV-R的FCV概念車[27][28]。
- 2012年：豐田汽車總裁內山田武說：「目前電動車性能未符合社會需求，無論能跑多少距離、或其成本、或花費多久時間充電」[29]。
- 2013年：一輛提供記者駕駛的燃料電池路試偽裝車，豐田汽車示範補充燃料完成僅花費少於3分鐘時間[30]。豐田燃料電池路試偽裝車在東京填充氫氣燃料

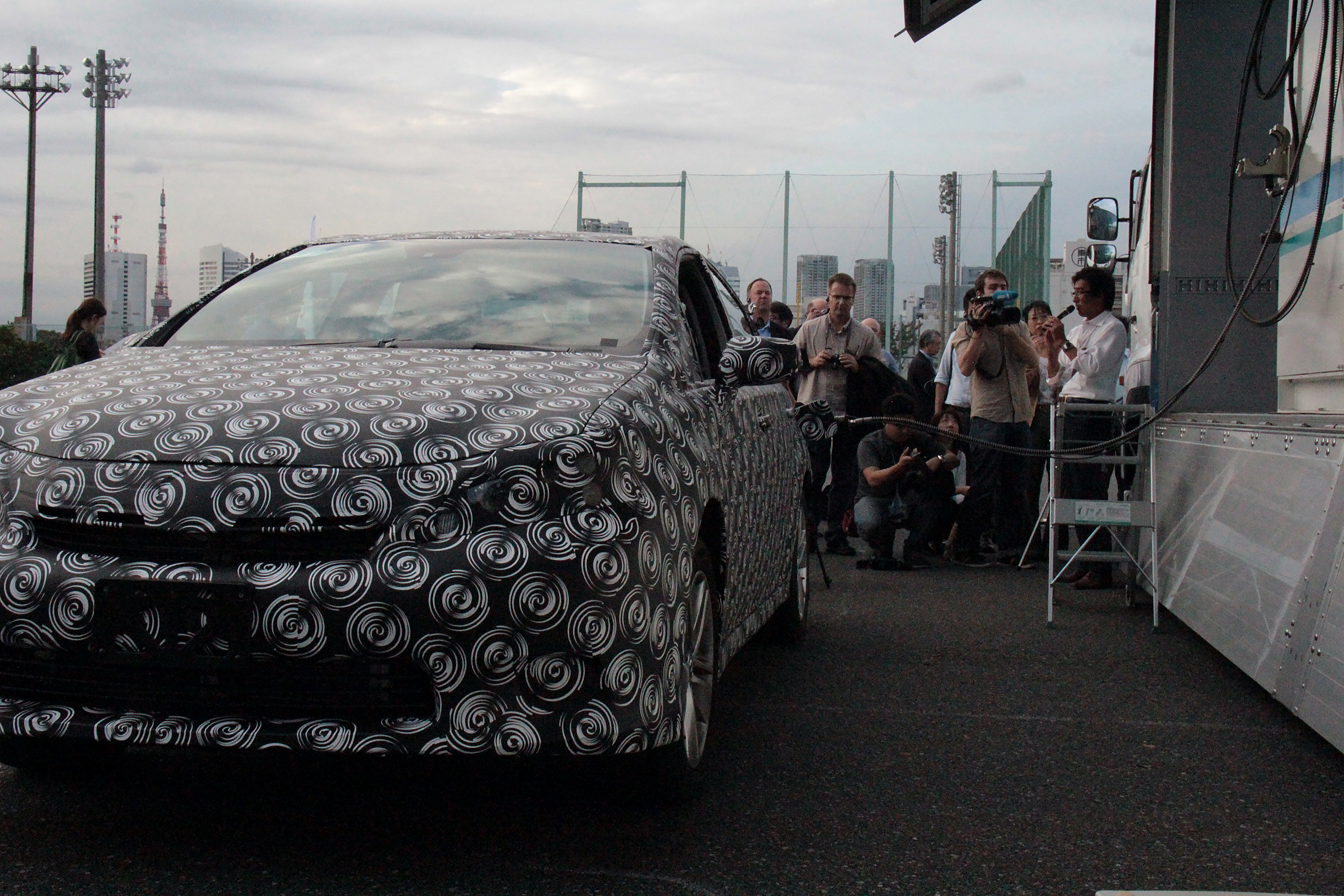
豐田燃料電池路試偽裝車在東京填充氫氣燃料

- 2013年：在東京汽展中，豐田汽車展示FCV轎車車型[12][31]。
- 2014年6月：豐田汽車對新聞媒體展示接近量產的FCV車款，公佈2015年初將於日本公開販售，售價約七百萬日幣[32]。
- 2014年11月：豐田汽車對外發佈一則新聞稿和照片，詳列量產版燃料電池汽車的規格。也同時公開正式型號名稱為 Mirai，取自日文「未來」[33]。
- 2015年4月：Mirai為首款擔任美國NASCAR競速賽前導車的氫氣燃料電池車，地點位於美國維吉尼亞州里奇蒙市豐田賽車道。
- 2015年10月21日：美國加州開始販售Mirai，正為好萊塢電影《回到未來II》預言30年後的「未來」時間點[34]。

### 測試
1990年代初期，豐田汽車在日本開始燃料電池開發，開發出一系列的燃料電池車，並進行超過100萬英里（約1,609,345公里）的路試。自2012年起，燃料電池測試車已在北美地區進行路試，包括在死亡谷的耐熱測試、黃刀鎮的耐寒測試、舊金山的陡坡爬坡測試、以及科羅拉多州的高海拔路試。豐田汽車設計的碳纖維氫氣箱也經過極端測試，以確保車輛衝撞時的強度和耐久性。

## 第一代（JPD10; 2014）

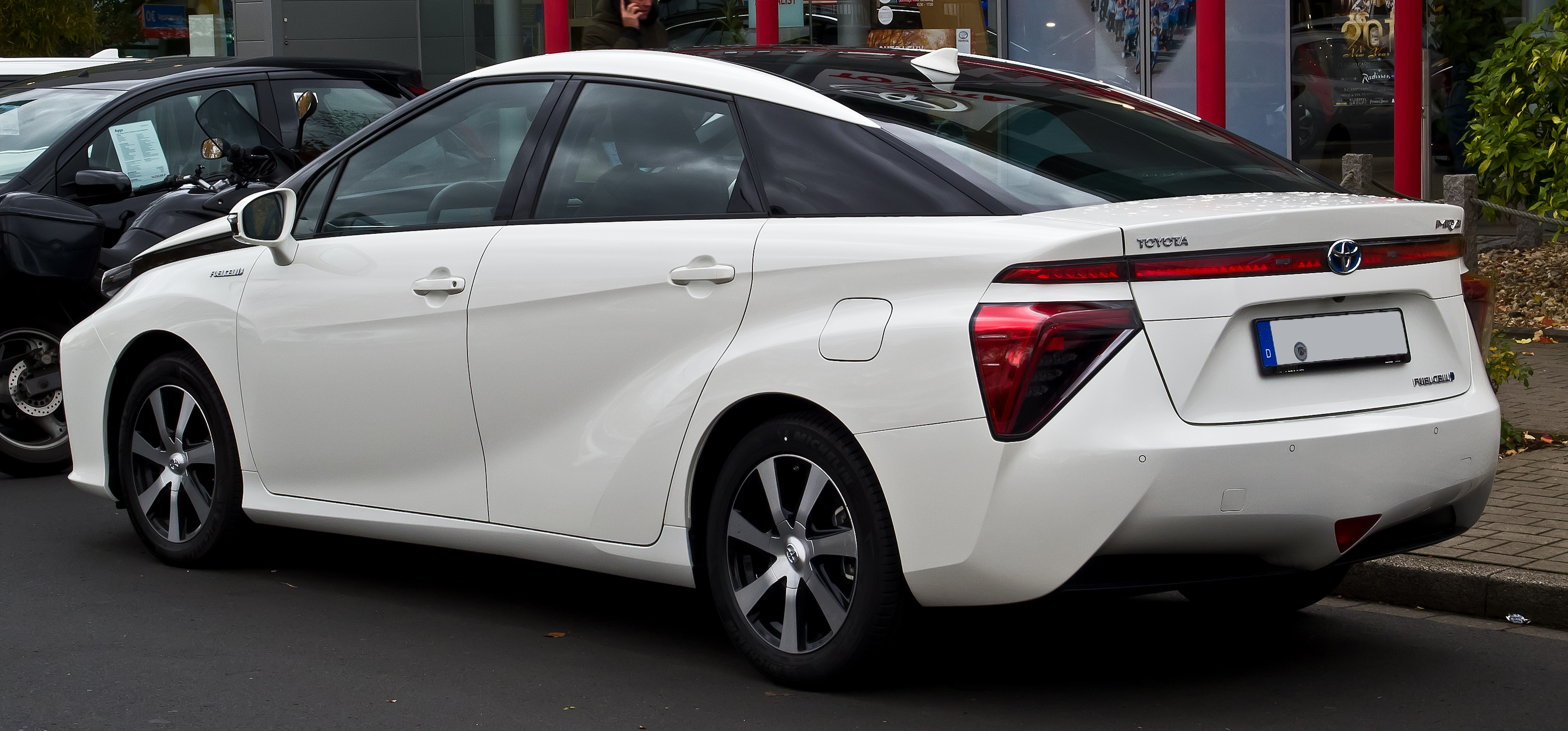
後側

## 第二代（JPD20; 2020）
| Euro NCAP 测试成绩  | Euro NCAP 测试成绩 | Euro NCAP 测试成绩 |
| ------------------- | ------------------ | ------------------ |
| Toyota Mirai (2021) |                    |                    |
| 测试                | 得分               | %                  |
| 总分:               | 5 /5颗星           | 5 /5颗星           |
| 成年乘员:           | 33.8               | 88%                |
| 小孩乘员:           | 42                 | 85%                |
| 行人:               | 43.7               | 80%                |
| 安全辅助:           | 13.2               | 82%                |

## 規格

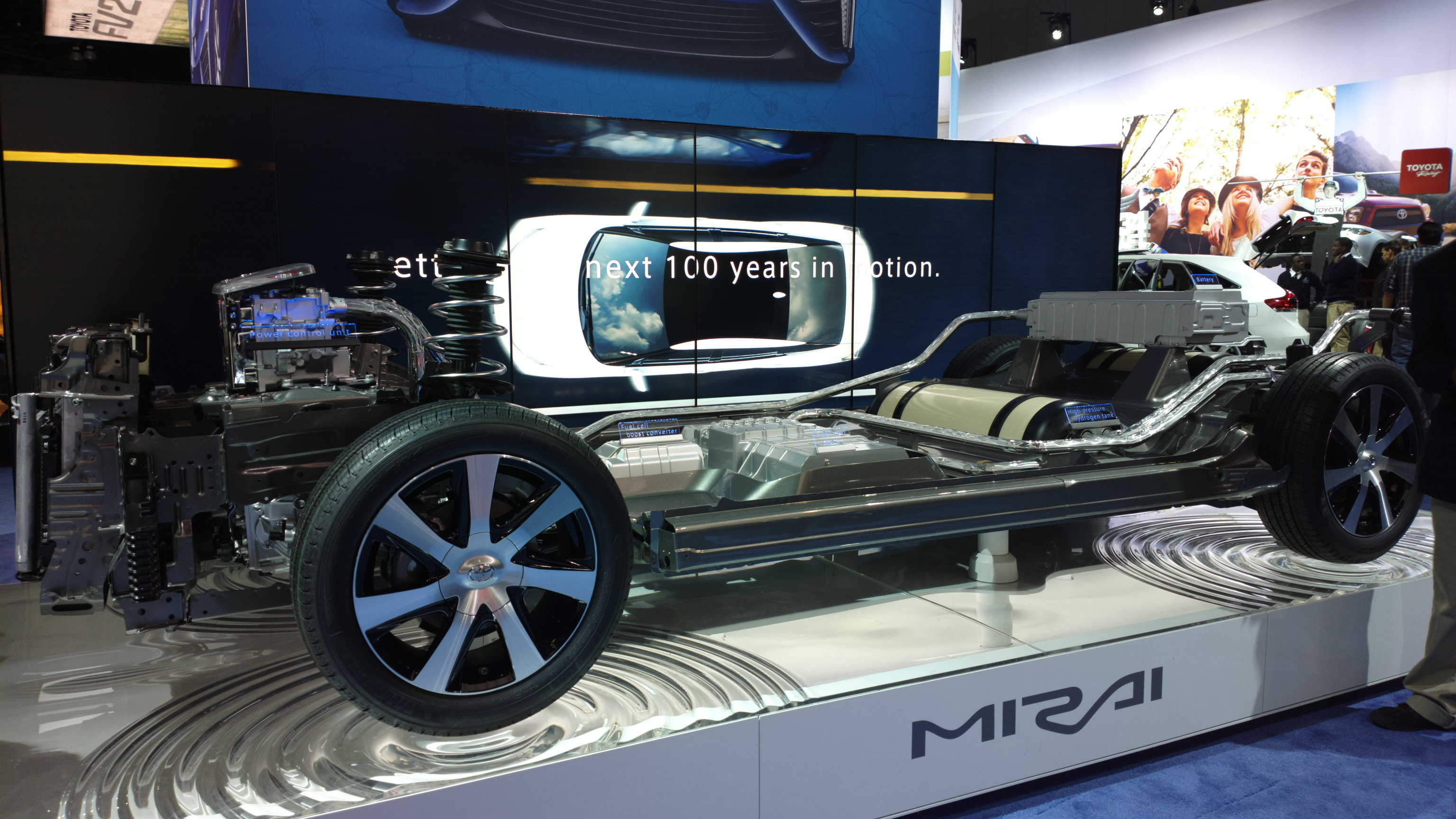
Mirai 構造剖面展示前置的電動牽引馬達和電力控制單元、中置的燃料電池堆疊、以及後置氫氣箱上方的鎳氫蓄電池。

Mirai 採用 TFCS（Toyota Fuel Cell System）豐田燃料電池系統，同時具有燃料電池技術和混合動力技術，也包括豐田汽車專利開發的零組件，包括：燃料電池（Fuel Cell，FC）、FC升壓轉換器、以及高壓氫氣箱。TFCS 比內燃機具有更好的能源效率，驅動時在操作點亦無排放CO
2、或倍受關注的硫化物（SOCs）。Mirai 系統 9 秒內可從 0 加速到 97 km/h（0 加速到 60 mph），加速過程中3 秒內可從 40 加速到 64 km/h （25 加速到 40 mph）。Mirai 充氫氣燃料僅花費 3 到 5 分鐘，豐田汽車期望加滿氫氣箱時可跑 480 公里（300 英里）里程範圍。Mirai 配置一標示H
2O按鈕，可開啟車尾的一道門，以洩出從燃料電池氫、氧化學反應所形成的水蒸氣。每行駛4公里可排放H
2O（或水容量）240 mL。

### 燃油經濟性和里程範圍
依據美國國家環境保護局（EPA）標準，Mirai 2016年份車型加滿氫氣箱約可跑502 km（312 mi），結合市區/高速公路的燃油經濟性評級 66 mi/US gal（3.6 L/100 km；79 mi/imp gal）（等效消耗每加侖汽油可跑英里數 = MPG-e）。下表列出 Mirai 和2015年8月在美國加州地區可供租貸的其他 FCV 車款的燃油經濟性比較。
| 氫氣燃料電池車燃油經濟性(MPG-e)比較表 限截至2015年8月在美國加州地區可供租貸的 FCV 車款，並由美國國家環境保護局評定。 | 氫氣燃料電池車燃油經濟性(MPG-e)比較表 限截至2015年8月在美國加州地區可供租貸的 FCV 車款，並由美國國家環境保護局評定。 | 氫氣燃料電池車燃油經濟性(MPG-e)比較表 限截至2015年8月在美國加州地區可供租貸的 FCV 車款，並由美國國家環境保護局評定。 | 氫氣燃料電池車燃油經濟性(MPG-e)比較表 限截至2015年8月在美國加州地區可供租貸的 FCV 車款，並由美國國家環境保護局評定。 | 氫氣燃料電池車燃油經濟性(MPG-e)比較表 限截至2015年8月在美國加州地區可供租貸的 FCV 車款，並由美國國家環境保護局評定。 | 氫氣燃料電池車燃油經濟性(MPG-e)比較表 限截至2015年8月在美國加州地區可供租貸的 FCV 車款，並由美國國家環境保護局評定。 | 氫氣燃料電池車燃油經濟性(MPG-e)比較表 限截至2015年8月在美國加州地區可供租貸的 FCV 車款，並由美國國家環境保護局評定。 | 氫氣燃料電池車燃油經濟性(MPG-e)比較表 限截至2015年8月在美國加州地區可供租貸的 FCV 車款，並由美國國家環境保護局評定。 |
| FCV 車款 | FCV 車款 | 車型年份 | 複合式 燃油經濟性 | 市區 燃油經濟性 | 高速公路 燃油經濟性                                                                                                  | 里程範圍 | 每年 燃料成本 |
| --- | --- | --- | --- | --- | --- | --- | --- |
| Toyota Mirai | Toyota Mirai | 2016 | 66 mpg-e | 66 mpg-e | 66 mpg-e | 312 mi（502 km） | 1,250美元 |
| Honda FCX Clarity | Honda FCX Clarity | 2014 | 59 mpg-e | 58 mpg-e | 60 mpg-e | 231 mi（372 km） | NA |
| Hyundai Tucson Fuel Cell                                                                                             | Hyundai Tucson Fuel Cell                                                                                             | 2016 | 50 mpg-e | 49 mpg-e | 51 mpg-e | 265 mi（426 km） | 1,700美元 |
| 註： 1公斤氫氣大約等同於1美國加侖的汽油。                                                                            | | | | | | | |

### 燃料電池堆疊
豐田汽車的新型燃料電池堆疊最大可輸出 114 千瓦（153 馬力），藉由採用3D細網格流動渠道的技術，以強化發電效率。依據豐田汽車的說法，這是世界首創的設計，這些三維細格結構配置的渠道，強化空氣（氧氣）的擴散，從而促使燃料電池單體表面能夠均勻發電，此設計能提供更袖珍的尺寸，以及更高階的性能，包括：領先全球的堆疊電力輸出密度 3.1 kW/L（比豐田汽車前一代的 FCHV-adv 車型高出2.2倍之多），或 2.0 kW/kg。每個堆疊由370個單體所組成（單線堆疊），每一單體厚度 1.34 mm，重量 102 g。Mirai 緊湊的燃料電池堆疊產生的電力，比起日本國內所販售的家用燃料電池高達160倍之多。Mirai 具有一（16公升）高效率、大容量的轉換器，可將豐田汽車的燃料電池堆疊增壓到 650 伏特電壓。

### 高壓氫氣箱

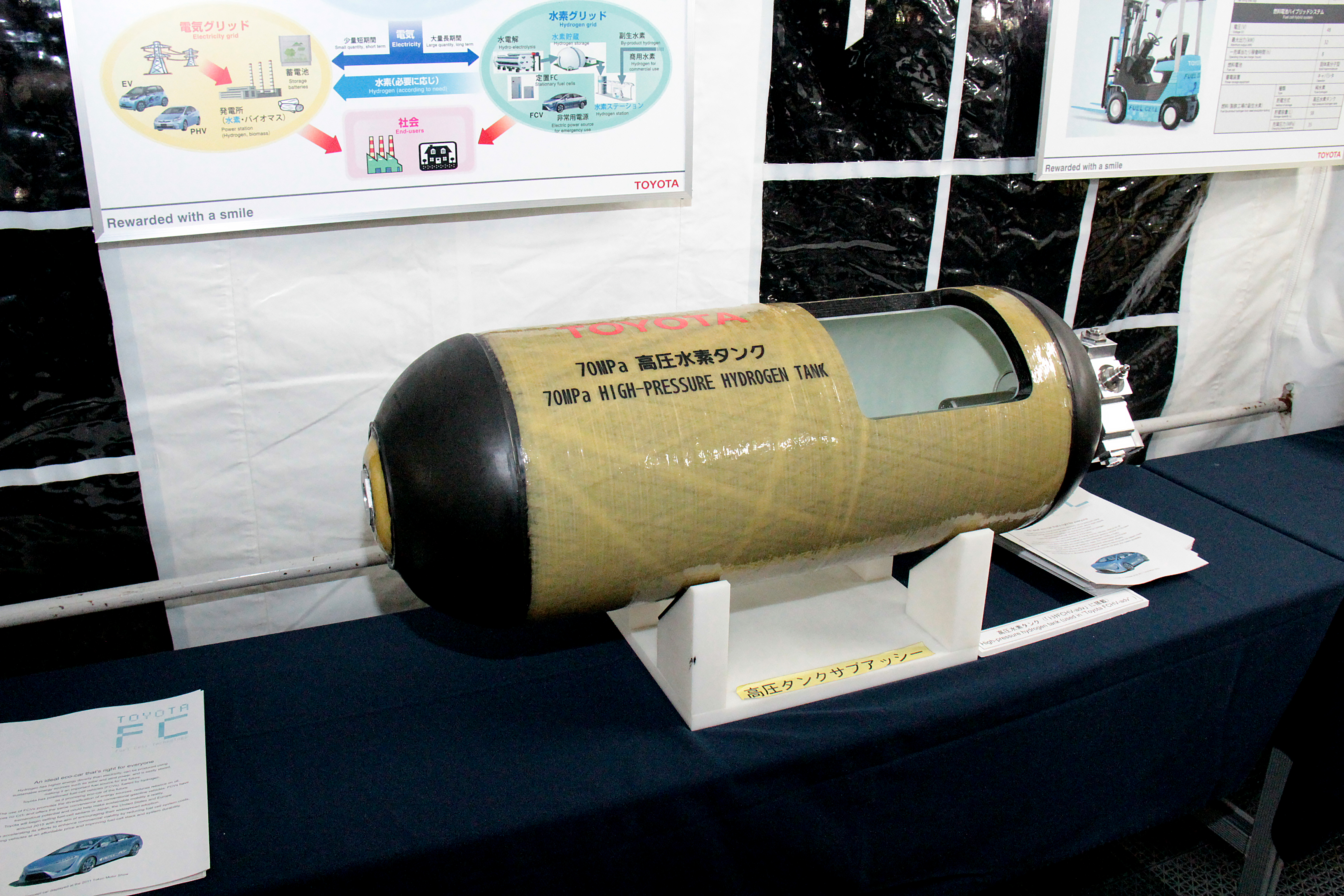
FCV 概念車使用的高壓四型氫氣箱

Mirai 具有二個以碳纖維增強複合塑膠（包括宇部興產的尼龍6、以及其他材料）所製成三層結構的氫氣箱。此氫氣箱可儲存 70 MPa（10,000 psi） 的氫氣，總重可達 87.5（193磅）。

### 電力牽引馬達和電池
豐田汽車最新的油電複合動力系統被廣泛用於燃料電池總成，包括：馬達、動力控制、和主電池。電力牽引馬達可提供 113千瓦特（152匹馬力） 和 335 N·m（247 lbf·ft） 的扭力。Mirai 具有一 245V （1.6 千瓦·時）機械軸封鎳氫（NiMH）蓄電池組，類似豐田Camry油電複合動力車型。

### 安全性能
在豐田汽車的東富士研究所，Mirai已進行廣泛的碰撞測試，驗證前端、側邊、和後端遭受碰撞衝擊的設計評估，以提供優越的車內乘員保護，並已達成高水準的碰撞安全，確保燃料電池堆疊和高壓氫氣箱遭受車體變形的防護。高壓氫氣箱具有優越的防止氫氣滲漏性能、強度、和耐久性。氫氣偵測器能提供警示，並可關閉氫氣箱的主截止閥。氫氣箱和其他氫氣相關組件皆配置於車廂外側，以確保萬一氫氣外洩時能夠快速消散。車體結構採用東麗株式會社的碳纖維增強複合材料予以強化，並設計能擴散和吸收跨越多重組件的碰撞衝擊能量，以確保高水準的碰撞安全性能，當前端、側邊、和後端遭受衝撞時，足以保護豐田汽車的燃料電池堆疊和高壓氫氣箱。

## 基礎設施
截至2013年1月，日本已擁有10座示範的氫氣加氣站，豐田汽車經營其中的3個加氣站，支援豐田汽車和其他製造商的氫氣燃料電池車的商業化用途。日本政府也宣布2016年3月在日本首批氫氣燃料電池車規劃上市的地點，將建造大約100座氫氣加氣站的目標。美國加州也有10座氫氣加氣站，州政府將提供4700萬美元資金建造另28座氫氣加氣站。

## 生產製造
2014年11月在豐田紡織株式會社的工廠開始製造燃料電池組件，車輛組裝工序則於豐田市元町工場進行。

## 市場和販售

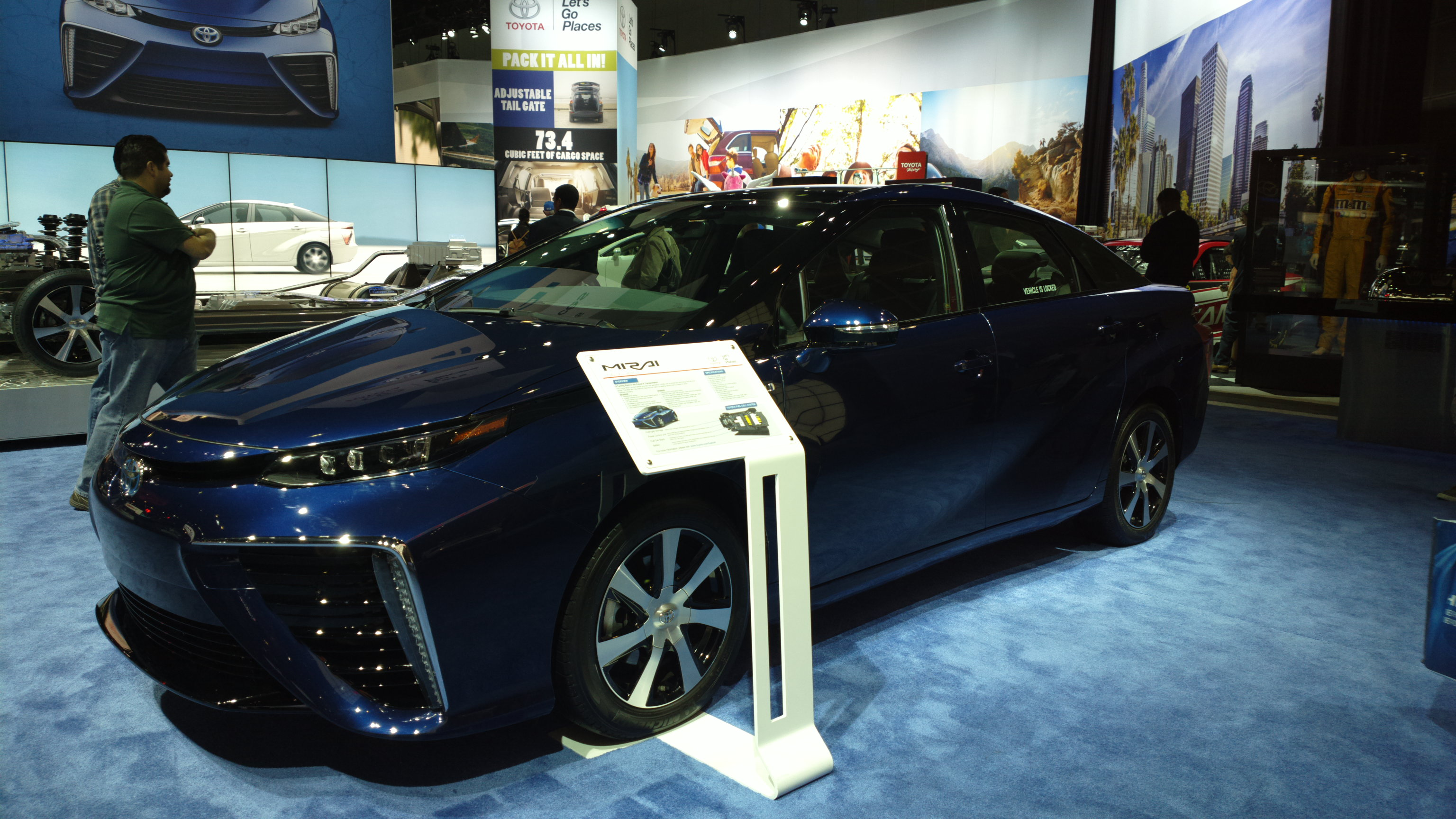
豐田 Mirai 在 2014年洛杉磯國際車展揭開神秘面紗。

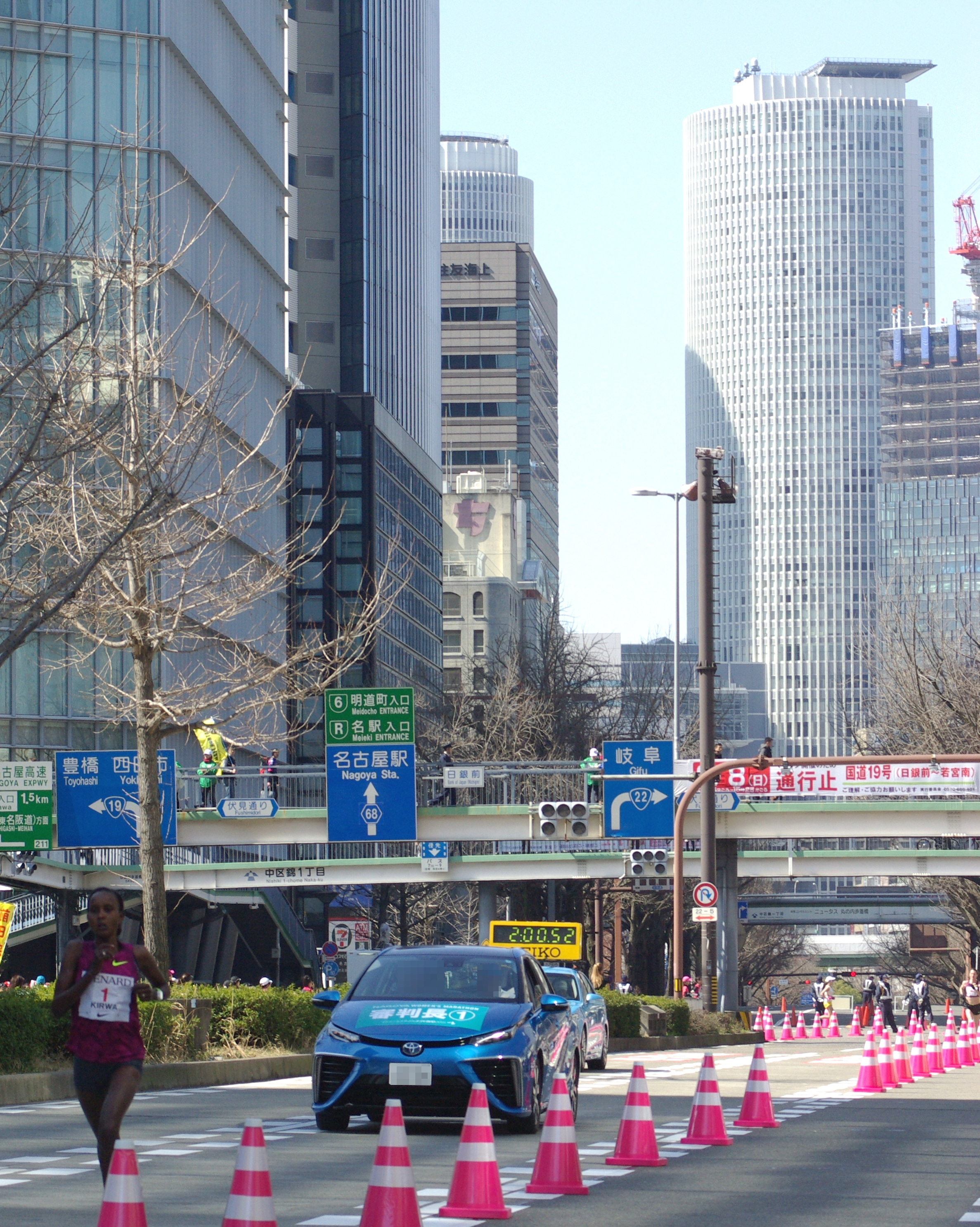
豐田 Mirai 行駛在2015年名古屋國際女子馬拉松會場中，擔任裁判人員座車。

2015年1月豐田汽車宣布 Mirai 氫氣燃料電池車產量將從2015年的700輛，提高至2016年的2000輛，以及2017年的3000輛。

### 日本
2014年12月15日在日本開始販售。稅前售價從¥670萬日圓（～$57,400美元）起，政府獎勵金則補助¥200萬日圓（～$19,600美元）。首批販售對象僅限於政府機關和企業顧客，截至2014年12月，日本國內 Mirai 訂單已經超過400輛，超越首年銷售目標，候補訂單也已排到一年之後。依據日本政府的稅務法令規定，Mirai 的車體尺寸適用較高的稅率級距，車重也符合日本道路稅法年度課徵對象。
日本政府也從2014年財政年度撥款提供建置成本 50% 補貼，金額大約為 ¥72億日圓（～$6170萬美元）。在日本一座氫氣加氣站的建置成本金額為 ¥2億8000萬日圓（～$240萬美元），比歐洲高出約¥1億5000萬日圓（～$129萬美元）。
豐田汽車交付第一輛市售 Mirai 至總理大臣官邸，並且宣告在日本2014年12月15日開始販售一個月已接獲1500輛訂單，突破12個月的銷售目標。

### 美國
2015年10月開始交付零售客戶，從2015年10月至11月期間總計已交付57輛車。配合波士頓和紐約地區已建置氫氣燃料加氣站基礎設施，豐田汽車排定將於2016年上半年在美國東北部五大州發表販售 Mirai 車款。豐田汽車提供 Mirai 車款首批買家前三年免費氫氣燃料加氣的優惠，比照現代汽車提供給現代 Tucson-ix35 燃料電池車承租人的優惠。豐田汽車期待2017年底能在美國累計售出3000輛Mirai車款。
在美國市場，2016年份豐田Mirai車款在政府補貼前的原始售價從57,500美元起，租貸36個月可獲得3,649美元的折扣，每月必須付出499美元租金。許多州政府已針對燃料電池車建立獎勵和免稅措施，在加州地區 Mirai符合零排放車輛（ZEV，Zero-emissions vehicle）標準，藉由潔淨汽車回扣方案可獲得5,000美元購買回扣。燃料電池車的聯邦稅收抵免政策，已於2014/12/31過期。

### 歐洲
預定在2015年9月在歐洲上市，英國、德國、丹麥將是歐洲地區首批上市的國家，2017年在其他國家也將陸續推出。在德國售價約€60,000歐元（~75,140美元）另付加值型營業稅。前歐洲議會議長帕特·考克斯（Pat Cox）估計在2015年最初銷售期間每賣出一輛豐田Mirai，將導致€50,000歐元～€100,000歐元（60,000美元～133,000美元）的虧損。

## 行銷
2015年豐田汽車釋出標題為「 Fueled By...」（譯為；讓 ...加燃料）的一系列商業影片，以展現氫氣如何為燃料電池充電，就如 Mirai 一樣可取自各種意想不到的來源。最後一支影片標題為「Fueled by the Future」（譯為；用未來為之充能），由米高·J·福克斯、克里斯多福·洛伊德、和YouTube的科學人（署名 Go Tech Yourself）主演，以模仿部分電影橋段向回到未來系列電影致敬，並舉例如何將垃圾轉成燃料（藉由在回到未來電影首部曲裡，由愛默·布朗博士（克里斯多福·洛伊德飾演）所發明的「融合先生」（Mr. Fusion））反應器），已成為現實。這支影片於2015年10月1日釋出，正好和回到未來II電影裡馬蒂·麥佛萊（米高·J·福克斯飾演）與珍妮佛·帕克（克勞蒂亞·威爾斯/伊麗莎白·蘇飾演）和布朗博士進行跨時空之旅為同一天。

## 圖庫
豐田 FCV 概念車
- 正面視角
- 3/4 正面視角
- 後面視角
- 3/4 後面視角
- 燃料電池徽章
- 氫氣燃料過濾器

## 外部連結
- Toyota Mirai official website（页面存档备份，存于）
- Toyota Fuel Cell Vehicle（页面存档备份，存于）, official website